# Villers-au-Tertre
Villers-au-Tertre ist eine französische Gemeinde mit 670 Einwohnern (Stand: 1. Januar 2022) im Département Nord in der Region Hauts-de-France. Sie gehört zum Arrondissement Douai und zum Gemeindeverband Douaisis Agglo. Die Bewohner werden Villersois und Villersoises genannt.

## Geografie
Die Gemeinde Villers-au-Tertre liegt am Südrand des Nordfranzösischen Kohlereviers, zehn Kilometer südöstlich von Douai und 16 Kilometer nördlich von Cambrai. Nachbargemeinden sind im Nordwesten und Norden Erchin, im Osten Monchecourt, im Südosten Fressain und im Südwesten und Westen Bugnicourt.

## Geschichte
Der Ort wurde im Jahr 1184 erstmals unter dem Namen „Vileir“ genannt.

## Bevölkerungsentwicklung
| Jahr                       | 1962 | 1968 | 1975 | 1982 | 1990 | 1999 | 2011 | 2021 |
| Einwohner                  | 483  | 456  | 454  | 481  | 621  | 655  | 608  | 667  |
| Quellen: Cassini und INSEE |      |      |      |      |      |      |      |      |

## Kultur und Sehenswürdigkeiten
- Kirche Saint-Pierre-et-Saint-Paul
- Mit Kopfsteinpflaster (pavés) gedeckter Straßenabschnitt von Fressain nach Villers-au-Tertre, eines der Abschnitte des Straßenradsport-Klassikers Paris–Roubaix
- Die Géants de Villers-au-Tertre (deutsch: Giganten von Villers-au-Tertre) gehören zu in Nordfrankreich und im benachbarten Belgien auf Festen verbreiteten traditionellen Riesenfiguren (Géants du Nord). Seit 2005 werden die Aufführungen von der UNESCO unter dem Titel Prozessionen der Riesen und Drachen aus Belgien und Frankreich als Meisterwerke des mündlichen und immateriellen Erbes der Menschheit geführt. Die Figuren aus Villers-au-Tertre heißen Marquis de Traisnel und Goyon de Matignon.

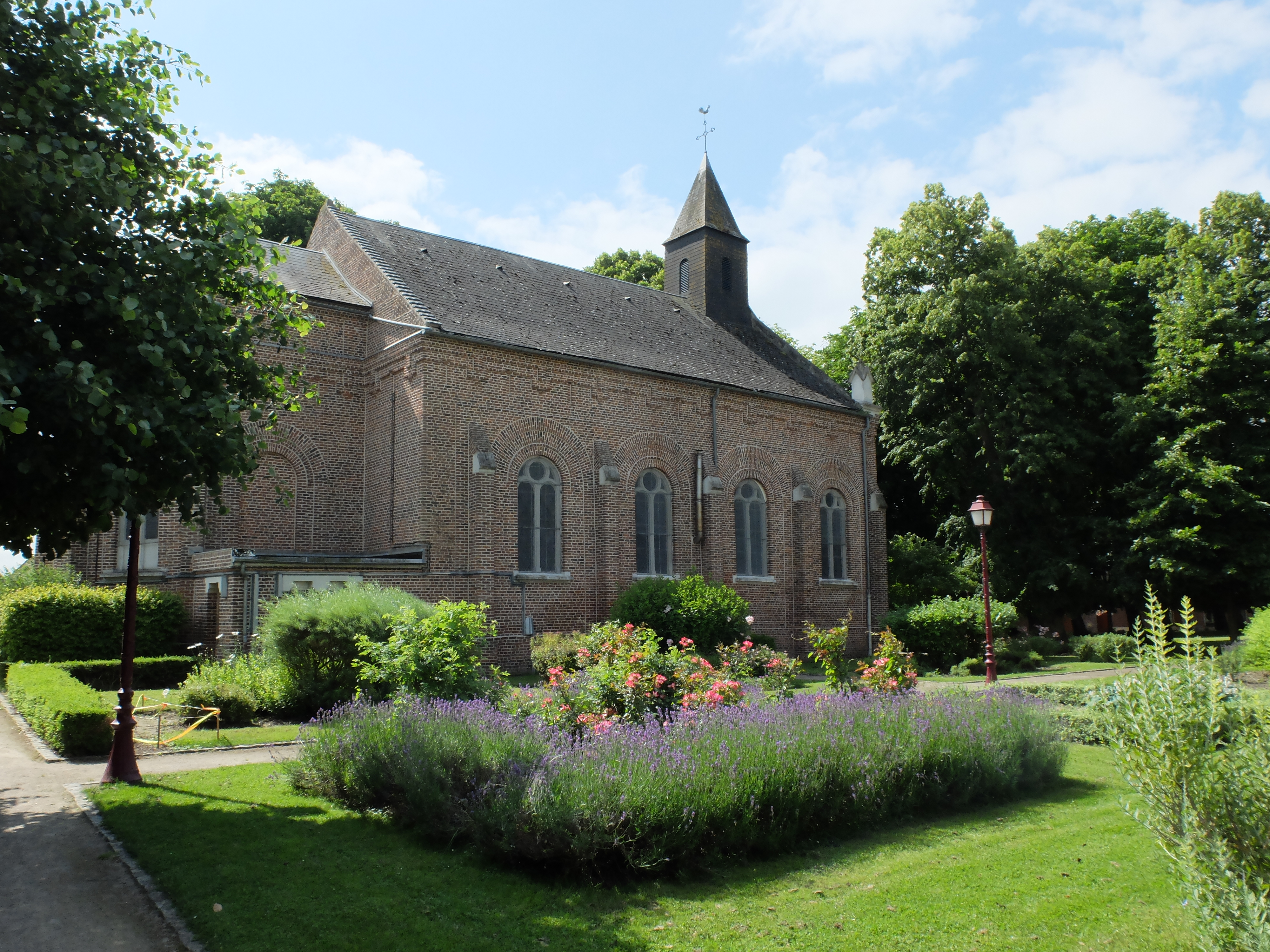
Kirche Saint-Pierre-et-Saint-Paul
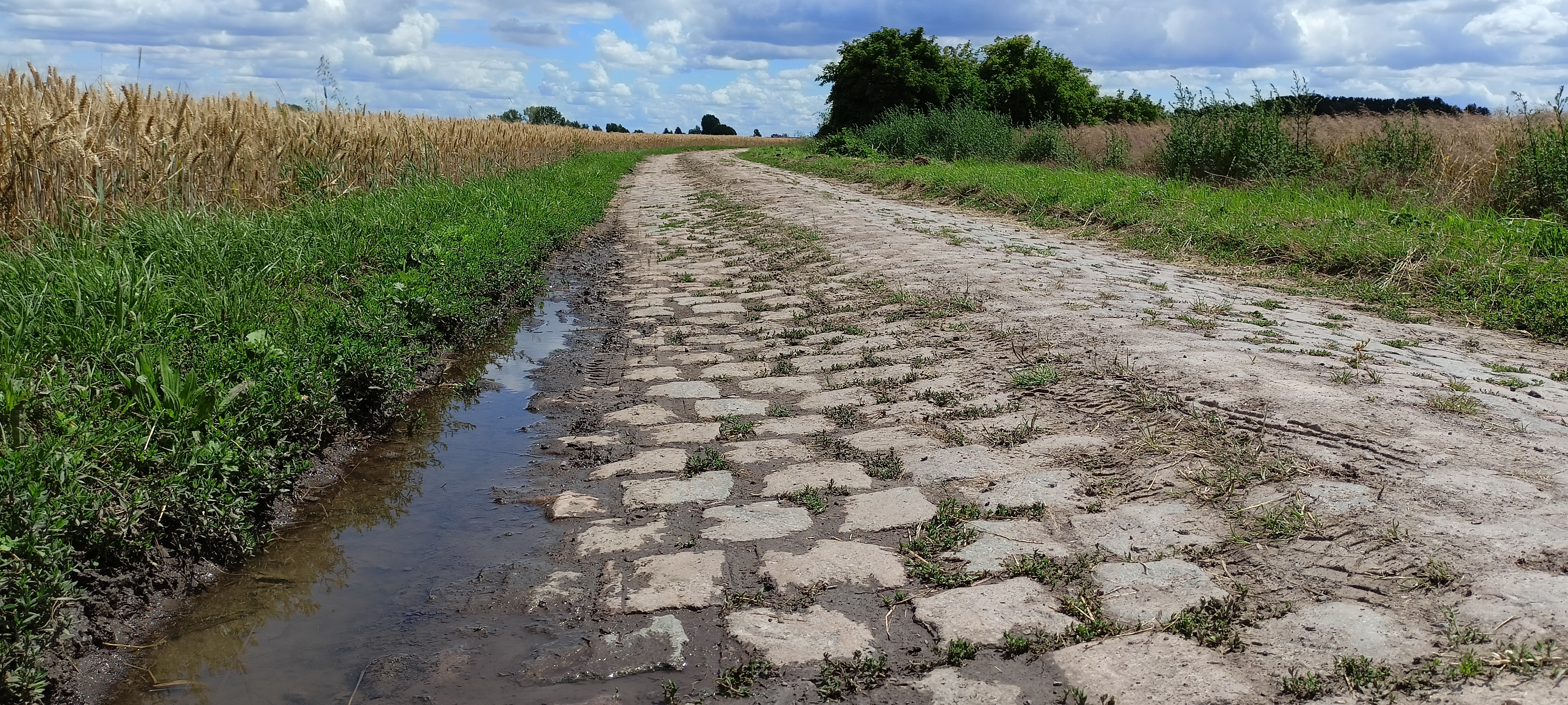
Kopfsteinpflasterstraße
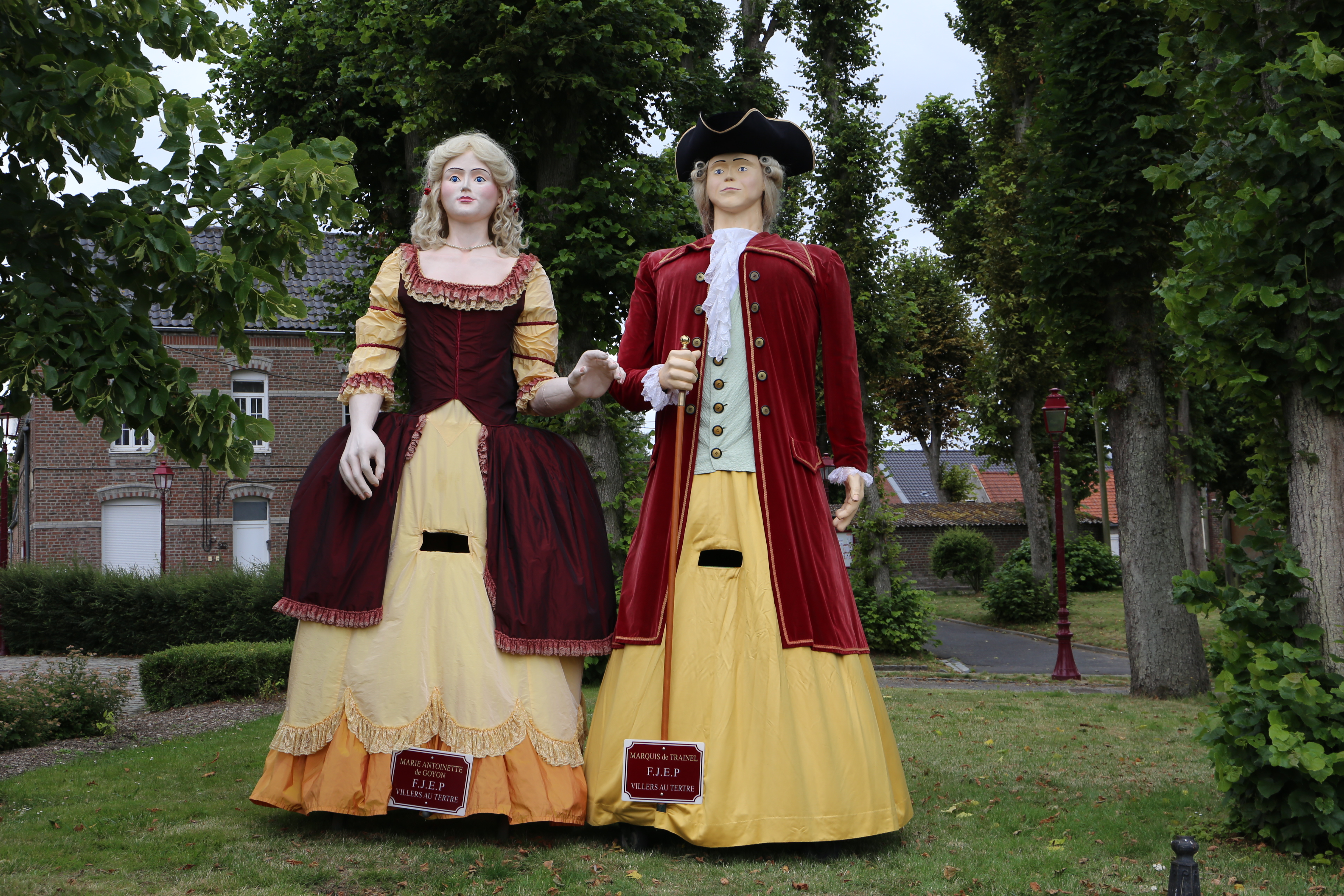
Riesenfiguren Marquis de Traisnel und Goyon de Matignon
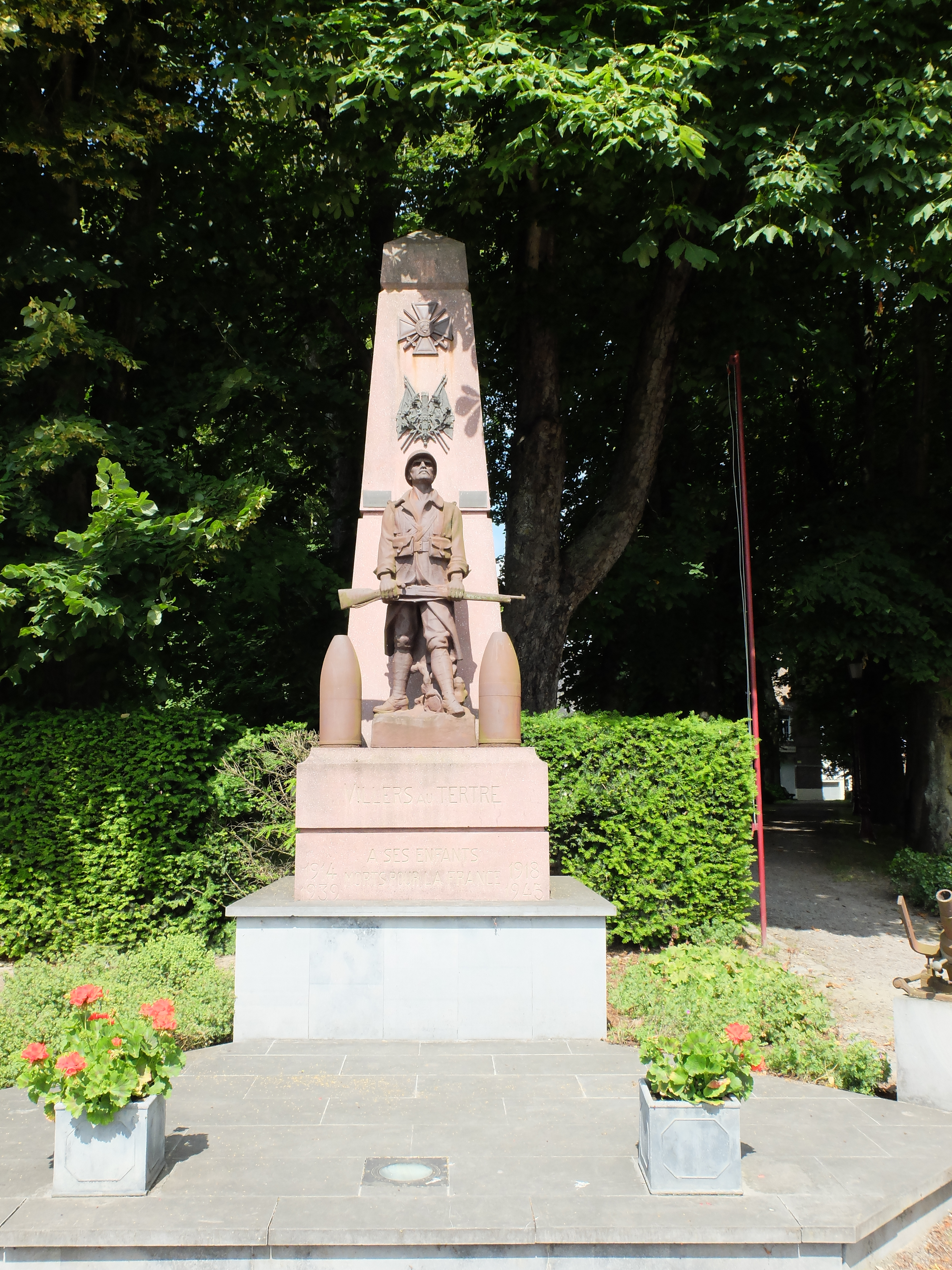
Gefallenendenkmal